# Cap Lizard
Le cap Lizard (en cornique : an Lysardh qui signifie 'la haute cour') en Cornouailles est le point le plus au sud de la péninsule de Lizard.
C'est aussi le point le plus au sud de la Grande-Bretagne, et le lieu habité le plus au sud de l'Angleterre, mis à part les îles Scilly. Les petits villages de Lizard et Landewednack sont situés à environ 1 km au nord du cap, et la ville la plus proche est Helston, à 18 km vers le nord.
Le cap Lizard constitue un point de départ pour la traversée de l'Atlantique d'est en ouest. C'est également un lieu sujet à de nombreux accidents maritimes. La Royal National Lifeboat Institution gère une station de sauvetage en mer à Kilcobben Cove, à environ 3 km au nord-ouest du cap. La station comprend une ligne funiculaire qui transporte les sauveteurs entre le hangar à bateaux et le parking en haut de la falaise. Le phare du cap Lizard est situé au cap Lizard.
La région du cap est célèbre pour ses objets en serpentine taillée, comme les manches pour la bière en pression au pub local, le Lizard Inn. La géologie de la péninsule de Lizard est remarquable, et un grand nombre de sentiers de randonnées permettent de découvrir la région.

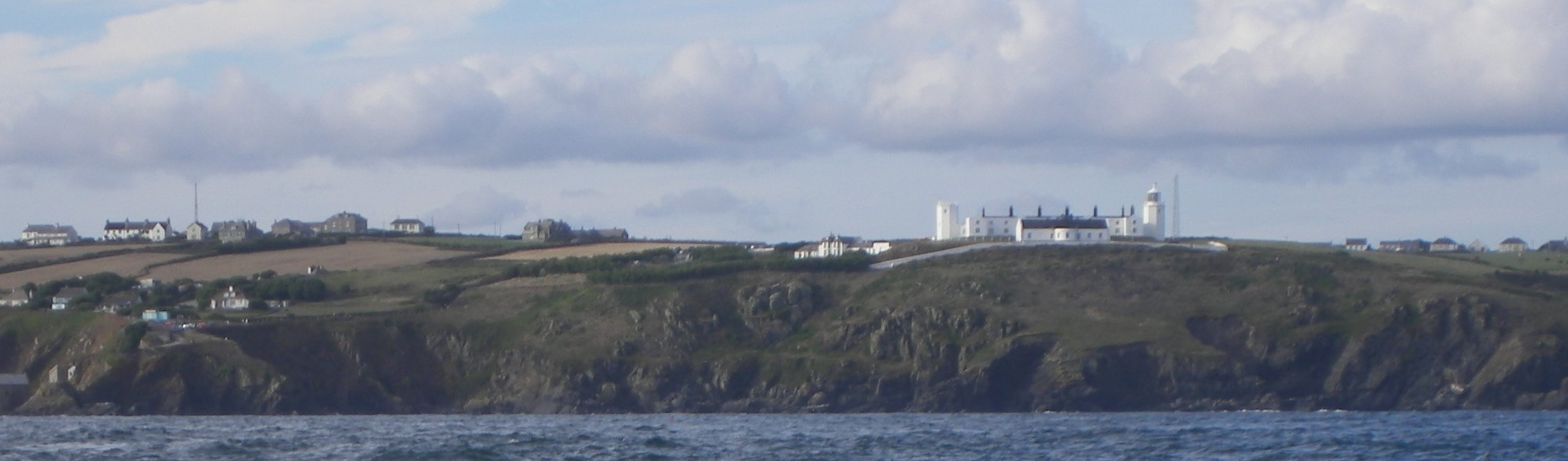
Le phare du cap Lizard.

C'est le cap Lizard que vit en premier l'Invincible Armada en Angleterre vers 15h00 le 29 juillet 1588, pour une des plus grandes tentatives d'invasion avec environ 120 vaisseaux et 29 000 hommes à bord.